# Brumovský tunel
Brumovský tunel je železniční tunel č. 261 na katastrálním území Brumov na úseku železniční trati Horní Lideč – Bylnice mezi dopravnou Brumov a zastávkou Brumov střed v km 4,453–4,704.

## Historie
Trať byla vybudována v etapách mezi lety 1884–1937. Na úseku Hranice na Moravě – Valašské Meziříčí byl zahájen provoz 1. listopadu 1884, v úseku Valašské Meziříčí – Vsetín 1. července 1885 a Vsetín – Horní Lideč – Bylnice v roce 1928, která navazovala na Vlárskou dráhu s ukončením v Trenčianské Teplé na Slovensku. Tunel byl postaven v letech 1923–1925.

## Geologie
Oblast se nachází v geomorfologickém celku Bílé Karpaty s podcelkem Chmelovská hornatina. Z geologického hlediska se nachází v oblasti magurské skupiny flyšového pásma, které je tvořeno zlínským souvrstvím bystrické jednotky. Pro ně je typický glaukonitický pískovec.

## Popis
Jednokolejný tunel (původně pro dvě koleje) byl postaven pro železniční trať  Horní Lideč – Bylnice mezi tehdejší stanicí Brumov a zastávkou Brumov střed. Je proražen ve směrovém oblouku v západní ostrožně Holého vrchu 830,2 m n. m. Tunel leží v nadmořské výšce 345 m a je dlouhý 250,29 m. Tunel byl dokončen v roce 1925 a dne 21. října 1928 byl na trati zahájen provoz.
Tunel prochází pod kaplí svaté Anny z roku 1888, která byla stavbou tunelu v roce 1926 poškozena.